# Dublin Rams
Die Dublin Rams sind ein irischer Eishockeyclub aus Dublin, der 2007 gegründet wurde und in der Irish Ice Hockey League spielt. 

## Geschichte
Die Dublin Rams wurden im Februar 2007 anlässlich der Gründung der Irish Ice Hockey League gegründet und wurden gleich in ihrer ersten Spielzeit Vizemeister. In der regulären Saison verzeichneten die Rams in 16 Spielen elf Siege, eine Overtime-Niederlage und vier Niederlagen nach der regulären Spielzeit, wodurch sie den zweiten Rang hinter dem späteren Meister Dundalk Bulls belegten, den sie als einziges Team in der regulären Saison schlagen konnten. Im Halbfinale schalteten die Rams den Flyers IHC mit 4:1 aus, doch im Finale unterlagen sie schließlich den Dundalk Bulls mit 3:6.

## Erfolge
- Vizemeister: 2008

## Stadion
Die Heimspiele der Dublin Rams werden im Dundalk Ice Dome in Dundalk ausgetragen, der 1.200 Zuschauer fasst.  